# Manan-gu
Manan-gu là quận của thành phố Anyang ở Gyeonggi-do, Hàn Quốc.

## Phân cấp hành chính
Manan-gu được chia thành nhiều "dong" sau.
- Anyang 1 đến 9 Dong
- Seoksu 1 đến 3 Dong
- Bakdal 1 đến 2 Dong